# Municipio de Echo (Míchigan)
El municipio de Echo (en inglés: Echo Township) es un municipio ubicado en el condado de Antrim en el estado estadounidense de Míchigan. En el año 2010 tenía una población de 877 habitantes y una densidad poblacional de 9,58 personas por km².

## Geografía
El municipio de Echo se encuentra ubicado en las coordenadas 45°5′5″N 85°9′22″O / 45.08472, -85.15611. Según la Oficina del Censo de los Estados Unidos, el municipio tiene una superficie total de 91.58 km², de la cual 90,25 km² corresponden a tierra firme y (1,45 %) 1,33 km² es agua.

## Demografía
Según el censo de 2010, había 877 personas residiendo en el municipio de Echo. La densidad de población era de 9,58 hab./km². De los 877 habitantes, el municipio de Echo estaba compuesto por el 96,01 % blancos, el 0,46 % eran afroamericanos, el 2,17 % eran amerindios, el 0,23 % eran de otras razas y el 1,14 % eran de una mezcla de razas. Del total de la población el 1,71 % eran hispanos o latinos de cualquier raza.